# Canne-sabre

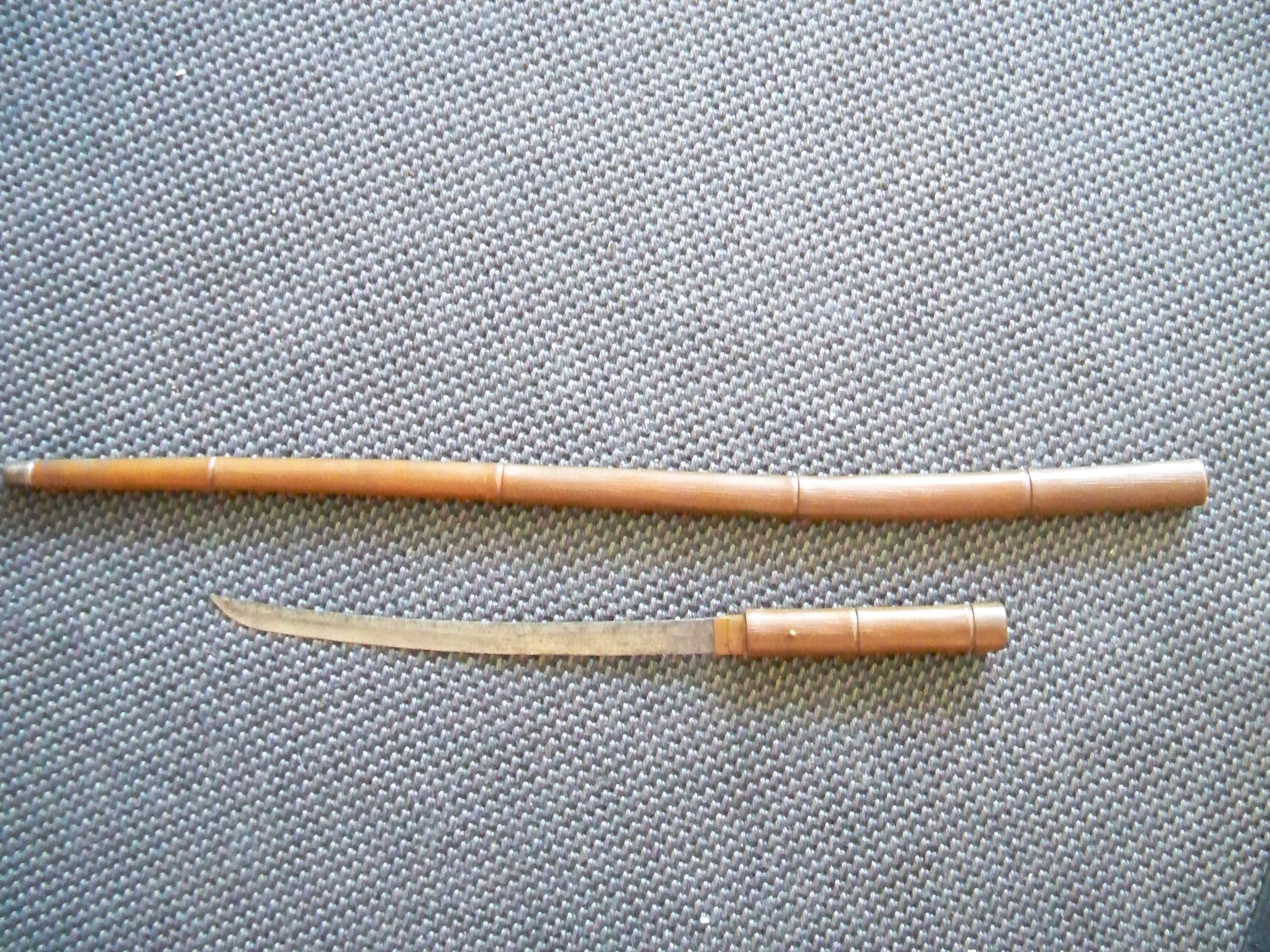
Canne-Sabre japonaise.

La canne-sabre, en japonais : Shikomizue, est une canne creuse armée d'un sabre intérieur fixé à la poignée.
La canne elle-même est souvent en bois, percé pour servir de fourreau au sabre.

## Législations

### En Europe
- En Belgique, c'est une arme prohibée comme toutes les armes blanches ayant l’apparence d’un autre objet.
- En France, c'est une arme de sixième catégorie, soumise à des réglementations spécifiques.